# Déborah Medrado
Deborah Medrado (13 de julho de 2002) é uma ginasta rítmica brasileira. É campeã individual geral do grupo Pan-Americano de 2021 e 2022 e campeã dos Jogos Pan-Americanos de 3 aros + 4 maças, nos Jogos Sul-Americanos de 2018 e no Campeonato Sul-Americano de 2019.

## Carreira
Medrado começou a fazer ginástica rítmica aos nove anos e ingressou na seleção brasileira sênior em 2018. Nos Jogos Sul-Americanos de 2018, Medrado e suas companheiras conquistaram as medalhas de ouro no individual geral e nas finais de ambos os aparelhos. No Campeonato Pan-Americano de 2018, o grupo brasileiro conquistou a medalha de ouro em 5 bolas e as medalhas de bronze no grupo geral e 3 bolas + 2 cordas. Ela não pôde competir no Mundial de 2018 devido a uma lesão no pé.
Medrado e o grupo brasileiro conquistaram as medalhas de ouro no Campeonato Sul-Americano de 2019. Em seguida, competiu nos Jogos Pan-Americanos de 2019, onde conquistou medalha de ouro na prova de 3 aros + 2 clubes e medalhas de bronze no individual geral e . Depois, no Mundial de 2019, em Baku, o grupo brasileiro ficou em décimo terceiro lugar no individual geral.
Em 2020, Medrado fez uma cirurgia em ambos os pés porque seus segundos ossos metatarsos estavam lhe causando dor. Medrado disputou o Pan-Americano de 2021, no Rio de Janeiro. O grupo conquistou a medalha de ouro no individual geral e garantiu a vaga de cota continental para os Jogos Olímpicos de 2020. O grupo conquistou adicionalmente as medalhas de ouro tanto nas 5 bolas quanto nas finais do evento 3 aros + 4 clubes. Ela foi então selecionada para disputar o Brasil nas Olimpíadas no grupo geral ao lado de Beatriz Linhares, Maria Eduarda Arakaki, Nicole Pírcio e Geovanna Santos. Elas terminaram em décimo segundo lugar na fase de qualificação para o grupo geral. Após os Jogos Olímpicos, ela disputou o Mundial de 2021 onde o grupo brasileiro ficou em nono lugar no geral.
Medrado competiu com Maria Eduarda Arakaki, Nicole Pircio, Gabrielle da Silva, Giovanna Oliveira e Bárbara Galvão no Campeonato Pan-Americano de 2022 e defendeu com sucesso o título geral do grupo. Elas também conquistaram o ouro nas finais do evento de 5 argolas e conseguiram a prata atrás do México na final de 3 fitas + 2 bolas. O mesmo grupo competiu no Campeonato Mundial de 2022 em Sofia, onde terminou em quinto lugar no grupo geral. Eles também se classificaram para a final de 5 aros, onde terminaram em quarto lugar.
Nos Jogos Olímpicos de 2024, integrou o grupo brasileiro ao lado de Maria Eduarda Arakaki, Nicole Pírcio, Sofia Madeira Pereira e Victória Borges.